# Ugueth Urbina
Ugueth Urbina (né le 15 février 1974 à Caracas) est un joueur de baseball vénézuélien. Il a joué comme lanceur de relève dans les Ligues majeures de baseball pour plusieurs équipes entre 1995 et 2005. Sa carrière a pris fin lorsqu'il a été condamné à 14 ans de prison pour tentative de meurtre, dans son pays natal.

## Carrière
Natif de Caracas, il a évolué pour les Expos de Montréal (1995-2001), les Red Sox de Boston (2001-2002), les Marlins de la Floride, les Rangers du Texas (2003), les Tigers de Detroit (2004-2005) et les Phillies de Philadelphie. Il frappait et lançait de la main droite. En 11 saisons et 583 parties jouées dans le baseball majeur, il a compilé un dossier de 44 victoires, 49 défaites avec une moyenne de points mérités de 3,45 en 697 manches et un tiers lancées. Il compte 237 sauvetages et 814 retraits sur des prises.
Urbina utilisait surtout des balles rapides, et des balles glissantes qui lui permettent de dominer les gauchers. Il employait aussi une balle à changement de vitesse qui échappait aux droitiers et une balle-fronde[réf. nécessaire].
Urbina commence sa carrière en tant que releveur dominant des Expos. Il représente l'équipe au match des étoiles en 1998 et mène la Ligue nationale pour les sauvetages avec 41 pour les Expos en 1999. Montréal l'échange aux Red Sox en 2001 pour Tomo Ohka et Rich Rundles. Il participe de nouveau à la partie d'étoiles, cette fois en 2002 pour les Red Sox.
Échangé aux Marlins de la Floride le 11 juin 2003 pour le premier but Adrian Gonzalez, le lanceur gaucher Ryan Snare et le voltigeur des ligues mineures Will Smith, il aide les Marlins à gagner les Séries mondiales de 2003. 
Urbina signe ensuite un contrat de deux ans en mars 2004 avec les Tigers de Detroit. Le 8 juin 2005, les Tigers échangent Urbina et le joueur de champ intérieur Ramón Martinez aux Phillies de Philadelphie contre le joueur de champ intérieur Plácido Polanco.

## Emprisonnement
En 2000, Urbina subit un procès pour voies de fait après avoir présumément agressé un homme dans un bar de Montréal en septembre 1999. Il est acquitté.
Le 8 novembre 2005, Urbina est arrêté dans son pays pour une tentative de meurtre survenue sur le ranch familial. Il aurait fait partie d'un groupe d'individus ayant attaqué des travailleurs avec des machettes et versé de l'essence sur eux. Personne n'est tué, mais les hommes attaqués sont blessés. Urbina clame son innocence et son avocat maintient qu'il dormait au moment de l'attaque. Néanmoins il est condamné le 28 mars 2007 à quatorze années de prison. Il sort de prison en décembre 2012.